# Eb/N0
Eb/N0 (relación energía por bit / densidad espectral de potencia de ruido) es un parámetro importante en comunicaciones digitales o transmisión de datos. Es una medida de la SNR (relación señal a ruido) normalizada, y también se conoce como "SNR por bit". Es especialmente útil cuando se comparan las BER (bit error ratio) de distintos esquemas de modulación digitales, sin tener en cuenta el ancho de banda. Es una magnitud adimensional.
La Eb/N0 es igual a la SNR dividida por la eficiencia espectral de enlace. Esta eficiencia espectral es la tasa binaria "bruta" dividida por el ancho de banda y se mide en (bits/s)/Hz. La tasa binaria "bruta" hace referencia a la cantidad de bits transmitidos, incluyendo la redundancia para la corrección de errores (FEC) y las cabeceras de los protocolos.
La Eb/N0 se usa habitualmente cuando se desea ahorrar la máxima potencia pero se dispone de una cantidad de ancho de banda arbitrariamente elevada, como por ejemplo en técnicas de espectro ensanchado. Está optimizada para utilizar grandes anchos de banda respecto a la tasa binaria.

## Relación con la relación señal a ruido
La Eb/N0 está relacionada con la relación señal a ruido (SNR, o relación portadora a ruido, CNR o C/N). Por ejemplo, la SNR de la señal recibida, después del filtro de recepción pero antes de la detección:
{\displaystyle SNR={\frac {E_{b}}{N_{0}}}\cdot {\frac {R}{B}}}
donde
R es la tasa símbolos por segundo (baudios, o tasa binaria bruta fb)
B es el ancho de banda del canal
La misma expresión en forma logarítmica (dB):
{\displaystyle SNR_{dB}=10\log _{10}(E_{b}/N_{0})+10\log _{10}({\frac {R}{B}})},

## Relación con Es/N0
Eb/N0 puede verse como una medida normalizada de la energía por símbolo / densidad espectral de potencia de ruido (Es/N0), donde Es es la energía por símbolo en julios. Esta medida se usa también comúnmente en el análisis de esquemas de modulación digital. Los dos cocientes se relacionan mediante la siguiente ecuación: 
{\displaystyle {\frac {E_{s}}{N_{0}}}={\frac {E_{b}}{N_{0}}}\log _{2}M}
donde
M es el número de símbolos en una determinada modulación digital. Por tanto, {\displaystyle log_{2}M} es el número de bits por símbolo.
Es/N0 se puede expresar como:
{\displaystyle {\frac {E_{s}}{N_{0}}}=SNR\cdot {\frac {B}{R}}}
donde
SNR es la relación señal a ruido o relación portadora a ruido.
B es el ancho de banda en hercios (Hz).
R es la tasa símbolos por segundo (baudios, o tasa binaria bruta fb).
Para una modulación PSK, ASK o QAM a la que se le ha aplicado un filtro de coseno alzado, la relación B/R suele ser ligeramente mayor que 1, dependiendo de la forma del filtro.

## Límite de Shannon
El Teorema de Shannon-Hartley dice que el límite de la tasa de datos efectiva de un canal depende del ancho de banda y de la relación señal a ruido de la siguiente forma:
{\displaystyle R<B\log _{2}\left(1+{\frac {S}{N}}\right)}
donde
R es la tasa binaria en bits por segundo ();
B es el ancho de banda del canal en hercios (Hz);
S es la potencia total de la señal (equivalente a la potencia de la portadora C); y
N es la potencia total de ruido en el ancho de banda.
Esta ecuación se puede usar para establecer un umbral de Eb/N0 para cualquier sistema que quiera obtener una comunicación fiable , considerando una velocidad binaria igual a  R y por lo tanto una energía promedio por bit de Eb = S/R, con una densidad espectral de ruido igual a N0 = N/B. Para este cálculo, se define una velocidad normalizada igual a Rl = R/(2B), es un parámetro de utilización de ancho de banda que describe los bits por segundo en cada medio hertzio, or bits por dimensión (una señal de ancho de banda B puede ser encoded con 2B dimensiones, de acuerdo al Nyquist–Shannon sampling theorem). Haciendo las sustituciones apropiadas, el límite de Shannon es :
{\displaystyle {R \over B}=2R_{l}<\log _{2}\left(1+2R_{l}{\frac {E_{b}}{N_{0}}}\right)}

Que puede ser resuelta para obtener el límite de Shannon sobre Eb/N0:
{\displaystyle {\frac {E_{b}}{N_{0}}}>{\frac {2^{2R_{l}}-1}{2R_{l}}}}

Cuando la tasa de transmisión de datos es pequeña comparada con el ancho de banda, de manera tal que Rl es casi cero, el límite, llamado a veces ultimate Shannon limit, es:
{\displaystyle {\frac {E_{b}}{N_{0}}}>\ln(2)}

Que corresponde a –1.59 dB.

## Cutoff rate
Para cualquier sistema dado de codificación y decodificación, existe lo que se conoce como cutoff rate R_0, correspondientes típicamente a una Eb/N0 que se halla alrededor de 2 dB sobre el límite de capacidad de Shannon. Se acostumbraba a pensar que el cutoff rate era el límite  para los códigos de corrección de errores "prácticos", en los que no hiciera falta un incremento no acotado de la complejidad computacional, pero esto ha quedado obsoleto ante el reciente descubrimiento de los turbocódigos.